# Mostafa Ouezekhti
Mostafa Ouezekhti (Tanger (Marokko), 22 oktober 1959) is een voormalig Belgisch lid van het Brussels Hoofdstedelijk Parlement.

## Levensloop
De van Marokko afkomstige Mostafa Ouezekhti verhuisde op vierjarige leeftijd met zijn familie naar het Belgische Schaarbeek. Hij werd licentiaat in de economische wetenschappen, waarna hij in 1981 als bediende bij de Bank Brussel Lambert ging werken. Nadat hij in contact kwam met de Marokkaanse Wafabank, ging hij bij deze in Casablanca gevestigde bank twee maanden een stage doen.
Na zijn terugkeer naar België was hij in 1987 de oprichter van een van de eerste filialen van de Wafabank in België. Vervolgens werkte hij van 1989 tot 1992 als bediende bij de hoofdzetel van Wafabank in Casablanca. In 1992 werd hij vervolgens voorzitter van de voetbalclub FC Atlas de Bruxelles, die voornamelijk was samengesteld uit jongeren van Marokkaanse origine. Dit bleef hij tot de opdoeking van de voetbalclub in 2000. 
Intussen was Ouezekhti ook politiek actief geworden voor de ecologische partij Ecolo. Voor deze partij werd hij in 1995 verkozen tot lid van het Brussels Hoofdstedelijk Parlement en was daarmee een van de eerste Belgische parlementsleden van Marokkaanse origine. In 1998 verliet hij echter de partij Ecolo en stapte hij over naar de liberale PRL, de huidige MR. Voor deze partij werd hij in 1999 herkozen als Brussels Hoofdstedelijk parlementslid en in 2000 werd hij ondervoorzitter van de PRL. Bij de verkiezingen 2004 raakte hij echter niet meer verkozen in het Brussels Hoofdstedelijk Parlement, waarna hij de politiek verliet.
Na zijn politieke loopbaan werd hij de voorzitter van een projectstudiefonds van BIO, een investeringsmaatschappij die zich met ontwikkelingssamenwerking bezighoudt. 